# David Bretherton
David Bretherton (Los Angeles, 29 de fevereiro de 1924 — Los Angeles, 11 de maio de 2000) é um editor estadunidense. Venceu o Oscar de melhor montagem na edição de 1973 por Cabaret.